# Вышна-Яблонка
Вышна-Яблонка (словац. Vyšná Jablonka) — село и одноимённая община в районе Гуменне Прешовского края Словакии. В письменных источниках начинает упоминаться с 1436 года.

## География
Село расположено в северо-восточной части края, в долине реки Рьеки, вблизи государственной границы с Польшей, при автодороге 3849. Абсолютная высота — 371 метр над уровнем моря. Площадь муниципалитета составляет 24,83 км².

## Население
| Год:                | 1994 | 2004     | 2014     | 2024    |
| ------------------- | ---- | -------- | -------- | ------- |
| Количество человек: | 108  | 74       | 57       | 52      |
| Разница:            |      | −31,48 % | −22,97 % | −8,77 % |

По данным последней официальной переписи 2011 года, численность населения Вышна-Яблонки составляла 65 человек.

## Достопримечательности
- Грекокатолическая церковь святых Петра и Павла, 1766 г.
- Православная церковь во имя святых апостолов Петра и Павла, 2002 г.